# Janez Rems
Janez Rems - Ivanov, slovenski partizan, politik in kmet, * 25. avgust 1916, Krtina, Kamnik, † neznano
V NOV in POS je vstopil 2. avgusta 1943. Kot pripadnik 12. slovenske narodnoosvobodilne brigade je bil eden izmed odposlancev, ki so se udeležili Zbora odposlancev slovenskega naroda v Kočevju.